# Herbert Scarf
Herbert Scarf, (25 de julio de 1930 - 15 de noviembre de 2015) fue un matemático y economista estadounidense. Profesor de economía en la universidad de Yale y miembro de la Academia Estadounidense de las Artes y las Ciencias, recibió su PhD de la universidad de Princeton en 1954.
Se le conoce por sus trabajos en algoritmos numéricos para calcular equilibrios en modelos de equilibrio general y en los algoritmos para calcular puntos fijos, base para la resolución de diversos problemas de la economía y la matemática.

## Formación
Herbert Eli Scarf nació el 25 de julio de 1930, en Filadelfia, Pensilvania, a padres de orígenes judíos ucranianos. Su padre, Louis Harris Scarf, emigró de Ucrania a los Estados Unidos en 1905 a la edad de 18 años. Su madre, Lena Elkman, inmigró en el mismo año a la edad de 5 años. Se casaron en 1929 y tuvieron hijos gemelos el año siguiente : Frederick Leonard Scarf y Herbert Eli Scarf. Herbert y Frederick asistieron a la misma escuela primaria pública y a la South Philadelphia High School en Filadelfia. Herbert Scarf se interesó en las matemáticas en su adolescencia después de leer el libro Men of Mathematics de Eric Temple Bell. Comenzó a leer libros sobre cálculo, geometría, teoría de números y mecánica teórica por su cuenta en la escuela secundaria. Fue el primer clasificado en el Torneo Matemático Estatal de Pensilvania para estudiantes de secundaria organizado por la Universidad de Temple en 1947.
Herbert Scarf y su hermano Frederick asistieron a la Temple University en 1948 para sus estudios de pregrado. Durante ese tiempo, ambos vivían con sus padres y viajaban en metro entre la casa de sus padres y la universidad. Su padre era dueño de un pequeño negocio, pero la Gran Depresión la golpeó gravemente y no se recuperó del todo.
En la Universidad de Temple, Herbert Scarf eligió las matemáticas como su materia principal. Comenzó a asistir a cursos de postgrado sobre variables reales y complejas, análisis, teoría de la probabilidad y estadísticas en su segundo año. Su profesora Marie Wurster fue su mentora sobre temas matemáticos. En 1950, se ubicó en el top 10 de la Competencia matemática William Lowell Putnam, la principal competencia de matemáticas en las universidades de los Estados Unidos y Canadá.
En el otoño de 1951, Herbert Scarf recibió una beca de la Universidad de Princeton, donde recibió su formación de posgrado en matemáticas. Su hermano Frederick asistió al MIT para estudiar física. Frederick finalmente se convirtió en un distinguido científico espacial y murió en Moscú a la edad de 57 años.
Entre los muchos compañeros de clase de Scarf en Princeton se encontraban Ralph E. Gomory, Lloyd Shapley, John McCarthy, Marvin Minsky, Serge Lang y John Milnor. También conoció a Martin Shubik, entonces un estudiante graduado en el Departamento de Economía. En ese momento John Nash y Harold Kuhn ya habían dejado Princeton, pero Scarf a menudo los veía durante sus regresos regulares. En Princeton, Scarf se convirtió en un amigo cercano de Gomory. Aunque no estudió la teoría de juegos en Princeton, Scarf conoció a Martin Shubik, Lloyd Shapley y John Nash, todos los cuales participaron activamente en el desarrollo inicial de la teoría de juegos.
Después de la Segunda Guerra Mundial, Princeton se había convertido en un santuario para una gran cantidad de científicos líderes en el mundo que habían escapado de la Europa ocupada por los nazis. Entre ellos se encontraban los genios Albert Einstein, John von Neumann y Kurt Gödel. Scarf a menudo veía a Einstein paseando con Gödel desde la oficina de Einstein en el Instituto de Estudios Avanzados hasta su casa en Mercer Street.
Scarf publicó su primer artículo científico "Integración invariante grupal y el teorema fundamental del álgebra'' en las Actas de la Academia Nacional de Ciencias, en mayo de 1952. Asistió a las conferencias del Profesor Salomon Bochner sobre Grupos Topológicos Compactos. Un día, Scarf hizo una conexión repentina entre este tema y el tema en el que había estado pensando durante algún tiempo. Como resultado, propuso una prueba completamente nueva para el teorema fundamental del álgebra, estableciendo que cada polinomio en una sola variable tiene al menos una raíz compleja.
El consejero académico de Scarf fue Salomon Bochner. Los dos mantuvieron una buena relación hasta la muerte de este último en 1982. Otros profesores en el Departamento de Matemáticas fueron Emil Artin, William Feller, Ralph Fox, Solomon Lefschetz y Albert Tucker. Scarf escribió su disertación de doctorado sobre ecuaciones diferenciales parciales sobre variedades y recibió su doctorado en 1954.

## Trayectoria

### Etapa en Rand
Scarf trabajó en Bell Labs en el verano de 1953 y viajó todos los días entre Princeton y el laboratorio con John Tukey, un eminente estadístico. En Bell Labs Scarf se encontró con Claude Shannon, el inventor de la teoría de la información. En junio de 1954, Scarf dejó Princeton para unirse a la Rand Corporation. Eligió Rand a cambio un trabajo académico más convencional, porque deseaba involucrarse en las matemáticas aplicadas en lugar de las matemáticas abstractas. La Rand Corporation fue fundada por el Departamento de Defensa de EE. UU. en 1948 con el fin de aplicar una variedad de herramientas analíticas a los problemas económicos, políticos y estratégicos de la Guerra Fría y proporcionó un entorno ideal para los investigadores con intereses aplicados.
Entre sus colegas en Rand estaban Lloyd Shapley, George Dantzig, Richard Bellman, Ray Fulkerson y Lester Ford. Dantzig, el inventor del método simplex, había llegado un poco antes y estaba aplicando sus métodos a una gran variedad de problemas básicos. Bellman estaba tratando de formular y resolver todos los posibles problemas de optimización con una estructura dinámica como problemas de programación dinámica. Fulkerson y Ford estaban trabajando juntos en problemas de flujo de red que se convirtieron en el trampolín para el floreciente campo de la optimización combinatoria. En Rand, Scarf trabajó con Shapley en juegos con información parcial y juegos diferenciales con pagos de supervivencia y ocasionalmente se les unió John Nash cuando los visitó como consultor. Esta actividad dio como resultado los dos primeros trabajos de Scarf y Shapley sobre teoría de juegos.
En Rand, Scarf primero fue asignado al Departamento de Matemáticas, pero después de un año fue transferido al Departamento de Logística, un subconjunto menor del Departamento de Economía. Sus colegas del grupo de logística se ocupaban principalmente del mantenimiento, la reparación, la programación y la gestión de inventarios, que tenían poco que ver con las cuestiones económicas y estratégicas de la Guerra Fría. Scarf no fue asignado a ningún tema de investigación específico. Aprendió sobre problemas de inventario por sí mismo y escribió su primer artículo en este campo. Conoció a Samuel Karlin y Kenneth Arrow en Rand. Ambos estaban interesados en los problemas de inventario (Arrow ya había escrito un documento notable sobre la teoría del inventario con Harris y Marschak) e invitaron a Scarf a pasar el año académico de 1956-1957 en el Departamento de Estadística de la Universidad de Stanford.

### Etapa en Stanford
En Stanford, Scarf trabajó intensamente en problemas de inventario y demostró su extraordinaria capacidad analítica y su penetrante discernimiento sobre la naturaleza de los problemas fundamentales, cuando publicó sus dos ponencias sobre problemas de inventario dinámico: la primera (1959) sobre la optimalidad de las políticas y el segundo documento (1960), con Andrew Clark, sobre las políticas óptimas para un problema de inventario de varios niveles. Scarf también colaboró intensamente con Arrow y Karlin en otros problemas de inventarios. Esta colaboración dio como resultado tres volúmenes históricos: Estudios en teoría matemática de inventario y producción, 1958, Contribuciones a la teoría del inventario y reemplazo, 1961, y Modelos y técnicas de inventario de etapas múltiples, 1963. Arrow y Karlin también se convirtieron en buenos amigos y mentores de Scarf.
La visita de Scarf fue originalmente por un año, pero la invitación se extendió y en el otoño de 1957 fue nombrado profesor asistente en el Departamento de Estadística y posteriormente profesor asociado hasta que dejó Stanford en 1963. Mientras trabajaba en problemas de inventario, Scarf se mostró en muy interesado en la economía a partir de las discusiones con Arrow y Hirofumi Uzawa y asistiendo a los seminarios sobre Matemáticas en las Ciencias Sociales organizados por Arrow, Karlin y Patrick Suppes. Estaba particularmente interesado en los modelos de equilibrio general que consideraba el paradigma central de la teoría económica.
En 1958 y 1959, Arrow y Leonid Hurwicz publicaron dos documentos básicos (el último con Robert Block) en Econometrica. Demostraron que el proceso de ajuste de precios walrasiano formalizado por Paul Samuelson (1941) converge globalmente a un equilibrio para las economías de intercambio con bienes divisibles cuando todos los bienes son sustitutos. Se especuló mucho que tales procesos convergerían en cualquier economía razonable con bienes divisibles. Pero Scarf (1960) pronto anuló tales esperanzas al producir un ejemplo simple con tres consumidores y tres productos básicos que era globalmente inestable. Este fue el primer artículo clásico de Scarf en teoría económica y fue el comienzo de su notable carrera en economía.

### Etapa en Yale
Por invitación de Tjalling Charles Koopmans, Scarf pasó el año académico de 1959-1960 en la Fundación Cowles en la Universidad de Yale. Koopmans, a quien Scarf se había encontrado antes en Rand, se convirtió en un amigo muy cercano y mentor de Scarf. Durante su visita, Scarf dio una charla sobre sus contraejemplos. El seminario fue presidido por James Tobin, quien era entonces el director. Entre su audiencia se encontraban Gerard Debreu, Donald Hester, Alan Manne, Art Okun, Edmund Phelps, Bob Summers y Jacob Marschak. Durante el mismo año académico, Scarf fue invitado a dar una charla en la Universidad de Columbia sobre sus contraejemplos. Su viejo colega Martin Shubik estaba en la audiencia. Después de la charla, Scarf y Shubik dieron un largo paseo desde la calle 125 hasta el apartamento de Shubik en Sutton Place, Nueva York. Durante la caminata, Shubik habló apasionadamente y trató de persuadir a Scarf para que resolviera la llamada conjetura de Edgeworth de que el núcleo de una economía de intercambio convergería a su conjunto de equilibrios competitivos si el número de operadores en la economía tiende al infinito.
El entusiasmo de Shubik despertó el interés de Scarf en esta pregunta y comenzó a pensar seriamente sobre el tema. Leyó el libro de von Neumann y Morgenstern: Theory of Games and Economic Behavior, el análisis de Edgeworth de la curva de contrato con dos bienes y dos tipos de agentes en su libro: Mathematical Psychics, y el artículo de Shubik de 1959 sobre este tema. Varios meses más tarde llegó un momento decisivo cuando Scarf encontró un camino, aunque extremadamente complicado, para probar la conjetura de Edgeworth; ver su artículo de 1961: "Un análisis de mercados con una gran cantidad de participantes". Debreu posteriormente mejoró el argumento de Scarf y lo publicó en 1963, en su artículo "Sobre un teorema de Scarf ''. Pero una importante simplificación del argumento de Scarf se produjo cuando Scarf conoció a Debreu en diciembre de 1961, como describió Debreu elocuentemente en su conferencia del Premio Nobel de 1983: "Asociado con nuestro trabajo conjunto es uno de mis vívidos recuerdos del instante cuando un problema está resuelto. Scarf me había encontrado en el aeropuerto de San Francisco en diciembre de 1961, y mientras conducía a Palo Alto por la autopista, uno de nosotros, en una frase, proporcionó la clave de la solución; el otro, también en una oración, proporcionó inmediatamente la otra clave; y la cerradura se abrió." Esta colaboración produjo su artículo de 1963: "Un teorema del límite en el núcleo de una economía", que es uno de los resultados más fundamentales en la teoría del equilibrio general. Es un hito importante por al menos tres razones: en primer lugar, proporciona una justificación importante para el supuesto de competencia perfecta que es fundamental en el tratamiento de los modelos de equilibrio económico neoclásico; segundo, muestra que la competencia y la cooperación son solo dos caras de una moneda para actividades económicas en las circunstancias correctas; en tercer lugar, se convirtió en el punto de partida de una gran cantidad de literatura sobre el equilibrio económico.
En 1963, Scarf se trasladó definitivamente a la Fundación Cowles y al Departamento de Economía de la Universidad de Yale y fue nombrado profesor titular. En 1979 se convirtió en profesor de Sterling, el reconocimiento más alto para el personal académico de Yale. Fue el director de la Fundación Cowles en los períodos de 1967-71 y 1981-84. Desde 1963, Scarf ha permanecido en Cowles a excepción de las visitas a Cambridge, Stanford y otros institutos. Encontró que el ambiente en Cowles era extremadamente adecuado para él, como lo describe en el prefacio de su libro de 1973: "El estándar de rigor matemático y la claridad de pensamiento que prevalecen en Cowles son bien conocidos por la profesión económica. Pero tal vez lo más importante es la persistente aunque sutil sugerencia de que el objetivo más elevado de incluso el trabajo más teórico en economía es una aplicabilidad práctica final".
Durante sus primeros años en Cowles, Scarf se concentró en el problema de encontrar un método para calcular los equilibrios económicos. Su trabajo sobre el resultado de la equivalencia central había sugerido una hoja de ruta. Si pudiera encontrar una manera de calcular un punto en el núcleo de un juego basado en un modelo de equilibrio general, entonces este método serviría para encontrar una asignación de equilibrio aproximado, al menos en una economía con un gran número de operadores. Esta actividad resultó en el primer teorema principal de existencia central para una gran clase de juegos cooperativos sin pagos laterales. Demostró que un juego de N personas tiene un núcleo no vacío si el juego está equilibrado. La primera prueba de Scarf de este teorema se basó en el teorema del punto fijo de Brouwer, pero su esperanza era proporcionar un método numérico para calcular un punto en el núcleo, sin usar teoremas de punto fijo. Robert Aumann estuvo de visita en la Fundación Cowles durante el año académico 1964-65. Scarf le describió su problema a Aumann, quien le sugirió que echara un vistazo a un artículo reciente de Lemke y Howson (1964). En este artículo, propusieron un algoritmo para calcular un equilibrio de Nash en un juego finito de dos personas que no suma cero. En una sola noche, Scarf se dio cuenta de que podía traducir directamente el algoritmo de Lemke-Howson a través de un proceso limitante a una prueba elemental y constructiva de su teorema de existencia central. Este resultado fue reportado en su artículo clásico de 1967: "El núcleo de un juego de N personas", y se convirtió en uno de los teoremas más importantes en la teoría cooperativa de juegos.
Después de encontrar un algoritmo para el núcleo, en noviembre de 1965, Scarf finalmente se dio cuenta de que podía explorar esta técnica para diseñar un nuevo algoritmo para aproximar los precios de equilibrio directamente, sin depender de la relación entre el núcleo y el equilibrio competitivo. Este trabajo pionero marcó la culminación exitosa de su larga batalla por transformar el análisis abstracto del equilibrio general en una herramienta práctica para la evaluación de la política económica. El resultado se publica en su artículo de 1967: "La aproximación de los puntos fijos de un mapeo continuo''. El estudiante argentino Rolf Mantel (quien más tarde contribuyó al desarrollo del teorema Sonnenschein-Mantel-Debreu en General Equilibrium Theory) presentó anteriormente -en su tesis doctoral de 1966- un algoritmo ligeramente diferente, basado en la "conificación'' de la economía. De vuelta en Argentina, Mantel desarrolló un programa que implementa este algoritmo para una agencia de planificación económica (Tohmé 2006).

## Aportaciones
Scarf nunca recibió formación en economía. Tanto su formación de pregrado en la Universidad de Temple como su trabajo de posgrado en la Universidad de Princeton fueron en matemáticas. Durante las últimas cinco décadas, sin embargo, ha trabajado en las fronteras tanto de la teoría económica como de la investigación operativa y ha realizado una serie de contribuciones extraordinariamente significativas en ambos campos. Es internacionalmente famoso por su trabajo temprano en la creación de políticas óptimas de inventario y su estudio altamente influyente con Andrew Clark sobre políticas óptimas para un problema de inventario de varios niveles, que inició el importante y floreciente campo de la gestión de la cadena de suministro.
Igualmente, ha ganado reconocimiento mundial por su estudio clásico sobre la estabilidad de los procesos de ajuste de precios walrasianos, su análisis fundamental (con Gerard Debreu) sobre la relación entre el núcleo y el conjunto de equilibrios competitivos (la llamada conjetura de Edgeworth, llamada así por el economista irlandés, Francis Ysidro Edgeworth, (8 de febrero de 1845 - 13 de febrero de 1926), su notable condición suficiente (es decir, equilibrio) para la existencia de un núcleo en juegos de utilidad no transferibles y economías de intercambio general, su documento seminal con Lloyd Shapley en los mercados de la vivienda, y su estudio pionero sobre rendimientos crecientes y modelos de producción en presencia de indivisibilidades.
Con todo, sin embargo, el nombre de Scarf siempre se recuerda como un sinónimo para el cálculo de equilibrios económicos. A principios de la década de 1960, inventó una técnica innovadora para calcular los precios de equilibrio. Este método es hoy en día conocido como el algoritmo de Scarf y ha hecho que la teoría del equilibrio general sea aplicable a problemas económicos grandes y realistas. Este trabajo ha generado un importante campo de investigación en economía denominado Análisis de Equilibrio General Aplicado y un área correspondiente en la investigación de operaciones conocida como Simplicial Fixed Point Methods (o Algorithms). El algoritmo de Scarf y sus posteriores refinamientos y alternativas se han convertido en herramientas prácticas para evaluar las consecuencias para toda la economía de un cambio en el entorno económico o un cambio importante en la política económica. Y elaborar estadísticas comparativas cuando el modelo de equilibrio es demasiado grande para ser resuelto gráficamente o por simples cálculos numéricos.

### Políticas óptimas en problemas de inventario de varios niveles
Clark y Scarf (1960) fueron los primeros en estudiar un problema de inventario de múltiples niveles e iniciaron el campo de la gestión de la cadena de suministro. Consideraron una situación general en la que hay varias instalaciones, digamos 1, 2, ..., N, con la instalación 1 que recibe stock de 2, la instalación 2 reservas de 3, etc. Si la instalación k-1 hace un pedido desde la instalación desde k , el período de tiempo para que se complete el pedido está determinado no solo por el tiempo de entrega natural entre estos dos sitios, sino también por la disponibilidad de stock en la instalación k. El problema es determinar las cantidades óptimas de compra en cada instalación cuando se dan los tiempos de entrega, los costos de compra, las distribuciones de demanda, los costos de mantenimiento y escasez y otros parámetros.
Demostraron que las políticas óptimas para las N instalaciones se pueden encontrar resolviendo recursivamente un problema de programación dinámica en el que la función de valor depende de los niveles de inventario en cada instalación y de las órdenes de las instalaciones sucesivas que aún no se han entregado. Su contribución importante fue demostrar que bajo ciertas condiciones plausibles, las funciones de valor se pueden descomponer en la suma de funciones de una sola variable, cada una de las cuales satisface su propia ecuación recursiva que se puede resolver fácilmente.

### Inestabilidad global del equilibrio competitivo
Si varios agentes traen sus productos a un mercado y desean cambiar sus productos, en el modelo de equilibrio general, el intercambio tiene lugar a precios que equilibran la oferta y la demanda para cada bien. ¿Cómo se encuentran estos precios?
El mercado está guiado por una mano invisible, un mecanismo de ajuste de precios, hasta un estado de equilibrio. Usted examina cada bien en el mercado y aumenta el precio del bien si su demanda es mayor que su oferta, pero disminuye su precio si la relación se mantiene en otra dirección. Léon Walras había propuesto el primer proceso de ese tipo en 1874, y Paul Samuelson formalizó tal procedimiento como un sistema de ecuaciones diferenciales en 1948.
Arrow y Hurwicz (1958), y Arrow, Block y Hurwicz (1959) encontraron que el proceso de ajuste de precios propuesto por Samuelson siempre converge hacia un equilibrio si los bienes son sustitutos brutos. Luego se especuló que el mismo proceso funcionaría para cualquier mercado razonable de bienes divisibles. Scarf (1963) desvaneció tales esperanzas al mostrar una serie de contraejemplos entre los que el primer ejemplo involucra a tres consumidores y tres productos complementarios, y tiene un equilibrio único. Demostró que si el vector de precio inicial no es el vector de precio de equilibrio, este proceso generará un ciclo de vectores de precios que no son de equilibrio y nunca convergerán al equilibrio.

### Equivalencia del Equilibrio Central y el Competitivo
Consideremos un sistema económico compuesto por muchas personas interesadas en sí mismas, cada una de las cuales está dotada de un conjunto de bienes, tiene preferencias sobre los bienes disponibles y desea alcanzar la máxima satisfacción intercambiando sus propios bienes con otros. El sistema requiere que cada individuo respete la propiedad privada y la regla de comercio voluntario y no coercitivo. Dado este sistema, ¿cuál será el resultado natural de acciones independientes caóticas e incontables de estos agentes interesados? Adam Smith en su libro "La riqueza de las naciones'' (1776) reconoció por primera vez cómo la mano invisible -un mecanismo de mercado competitivo- puede reconciliar las fuerzas complicadas y conflictivas de los agentes egoístas y guía el sistema hacia un equilibrio. El equilibrio es un estado en el que existe un sistema de precios (es decir, precios de compensación del mercado) en el que cada agente obtiene el mejor paquete de bienes bajo su restricción presupuestaria y el suministro de cada bien satisface su demanda. La lista de bienes obtenida por todos los agentes en el estado de equilibrio se denomina asignación de equilibrio competitivo y es una redistribución de las dotaciones iniciales de bienes de todos los agentes. Wald (1936), Arrow y Debreu (1954) y McKenzie (1959), entre muchos otros, establecieron resultados fundamentales sobre la existencia del equilibrio competitivo. La suposición de competencia perfecta es crucial en estos análisis. En esencia, requiere que la influencia de cada agente en el sistema sea insignificante.
Otro resultado igualmente atractivo y natural del sistema económico fue propuesto por primera vez por Francis Edgeworth en su libro "Mathematical Psychics" (1881), y ahora se lo conoce como la asignación básica (en el caso de dos bienes, es cualquier punto en la curva de contrato de intercambio de Edgeworth). Formalmente, una redistribución de las dotaciones iniciales de bienes de todos los agentes entre todos los agentes del sistema es una asignación básica si ningún grupo de agentes puede redistribuir sus propias dotaciones iniciales entre sí para mejorar la satisfacción de alguien en el grupo sin perjudicar el de cualquier otro en el grupo. Claramente, una asignación básica es eficiente óptimo de Pareto en el sentido de que no hay forma de mejorar a un agente sin empeorar el resto. Ahora es bien sabido que toda asignación de equilibrio competitivo debe ser una asignación básica, pero una asignación básica no necesita ser una asignación de equilibrio competitivo. Edgeworth trabajó con un sistema económico compuesto por solo dos agentes y dos bienes, y luego repitió el supuesto muchas veces. Lo que encontró es que a medida que la replicación tiende a infinito, el conjunto de asignaciones centrales converge al conjunto de asignaciones de equilibrio competitivo. Este resultado proporciona una justificación perfecta del comportamiento de formación de precios, pero en un entorno muy específico. Sin embargo, el enfoque de Edgeworth se basa en la imagen geométrica de la caja de Edgeworth y no se puede aplicar al caso general que involucre a más de dos agentes y más de dos tipos de productos. El caso general se conoce como conjetura de Edgeworth y permaneció ampliamente abierto durante muchas décadas.
Basado en el trabajo anterior de Scarf (1962), Debreu y Scarf (1963) resolvieron el problema teórico excepcional de una manera brillante y elegante. Empezaron con una economía general compuesta por un número finito de agentes y un número finito de bienes y demostraron que si uno replica la economía infinitamente muchas veces, entonces el conjunto de asignaciones básicas coincide con el conjunto de asignaciones de equilibrio competitivo. Esto ofrece una validación impecable de la competencia perfecta en un entorno más general y más natural. Este estudio ha engendrado una gran cantidad de literatura sobre la relación entre el núcleo y el conjunto de asignaciones de equilibrio competitivo. Una de las contribuciones más significativas a esta literatura es el artículo de Aumann (1964). Habiendo escuchado la discusión de Scarf sobre su artículo original de 1962 en una conferencia en Princeton en 1962, Aumann estableció un modelo de economía de intercambio puro con un continuo de agentes en el que el núcleo y el conjunto de asignaciones de equilibrio competitivo son los mismos.

### El mercado de la vivienda
La suposición de divisibilidad perfecta es esencial en el análisis económico neoclásico. Sin embargo, esta suposición a menudo contradice nuestra observación casual de la realidad económica. De hecho, muchos productos comerciados son inherentemente indivisibles, como casas y automóviles. En un artículo pionero (Shapley y Scarf (1974)), Scarf y Shapley estudiaron un mercado con un número finito de agentes, cada uno con un único bien indivisible (por ejemplo, una casa) que desean intercambiar. Cada agente tiene preferencias sobre casas pero no tiene uso para más de un artículo. No hay dinero u otro medio de cambio, por lo que el único efecto de la actividad del mercado es permutar los bienes indivisibles entre los agentes de acuerdo con sus preferencias puramente ordinales. Con la ayuda del teorema central de existencia de Scarf, probaron que este mercado siempre posee una asignación básica: una redistribución de artículos entre todos los agentes que no puede ser mejorada por ningún individuo o grupo de individuos. Para encontrar una asignación básica, también introdujeron un mecanismo, llamado el método del ciclo comercial superior que había sido descubierto por David Gale.
El mecanismo funciona de la siguiente manera: cada operador señala al operador cuya casa me gusta más. Claramente, hay al menos un ciclo de agentes de tal manera que cada operador prefiere la casa del agente subsiguiente en el ciclo. El mecanismo asigna a cada operador en el ciclo la casa que más le gusta, y elimina del mercado a todos los miembros del ciclo. Los agentes restantes repiten el mismo proceso hasta que se contabilice cada operador. Sorprendentemente, ahora se sabe que cuando se enfrenta con este mecanismo, a cada agente y cada grupo de agentes les conviene actuar con sinceridad: no hay ganancias que se puedan obtener por tergiversar las preferencias de un individuo.

## Publicaciones
- On differential games with survival payoffs (with L.Shapley), 1958, in Volume III, Contribution to the Theory of Games, eds. D. Dresher, A.W.Tucker and P.Wolfe, Princeton University Press.
- Optimal policies for a multi-echelon inventory problem (with A.J.Clark), 1960, en Management Science, Vol. 6, n.º 4, pp. 475–490.
- Some examples of global instability of the competitive equilibrium, 1960, en International Economic Review, Vol. 1, n.º 3, pp. 157–172.
- An analysis of markets with a large number of participants, 1962, en Recent Advances in Game Theory, ed. M. Maschler, The Ivy Curtis Press.
- A limit theorem on the core of an economy (with G.Debreu), 1963, in International Economic Review, Vol.4, No.3, pp. 235–246.
- The core of an N-person game, 1967, in Econometrica, Vol. 35, No. 1, pp. 50–69.
- The approximation of fixed points of a continuous mapping, 1967, in SIAM Journal of Applied Mathematics, Vol. 15, No.5, pp. 1328–1343.
- On the existence of a cooperative solution for a general class of N-person games, 1971, in Journal of Economic Theory, Vol. 3, n.º 2, pp. 169–181.
- The Computation of Economic Equilibria, Yale University Press, New Haven, 1973.
- On cores and indivisibilities (with L.Shapley), 1974, in Journal of Mathematical Economics, Vol. 1, n.º 1, pp. 23–37.
- The solution of systems of piecewise linear equations (with B.C. Eaves), 1976, en Mathematics of Operations Research, Vol. 1, n.º 1, pp. 1–27.
- Production sets with indivisibilities, part I: generalities, 1981, en Econometrica, Vol. 49, n.º 1, pp. 1–32.
- Production sets with indivisibilities, part II: the case of two activities, 1981, in Econometrica, Vol. 49, No. 2, pp. 395–423.
- Integral polyhedral in three spaces, 1985, in Mathematics of Operations Research, Vol.10, No.3, pp. 403–438.
- Neighbourhood systems for production sets with indivisibilities, 1986, in Econometrica, Vol.54, No.3, 507–532.
- The generalized basis reduction algorithm (with L.Lovász), 1992, in Mathematics of Operations Research, Vol.17, No.3, pp. 751–764
- The Frobenius problem and maximal lattice free bodies (with D.F.Shallcross), 1993, in Mathematics of Operations Research, Vol.18, No.3, pp. 511–515.
- The complex of maximal lattice free simplices (with I.Bárány and R.Howe), 1994, in Mathematical Programming, Vol. 66, No. 3, pp. 273–281.
- The allocation of resources in the presence of indivisibilities,1994, in Journal of Economic Perspectives, Vol. 8, No. 4, pp. 111–128.
- Matrices with identical sets of neighbours (with I.Bárány), 1998, in Mathematics of Operations Research, Vol. 23, N.º 4, pp. 863–873.
- The topological structure of maximal lattice free convex bodies: the general case (with I.Bárány and D.F.Shallcross), 1998, en Mathematical Programming, Vol. 80, N.º 1, pp. 1–15.
- Uniqueness of equilibrium in a multi-country Ricardo model (with C.A. Wilson), 2005, en Frontiers in Applied General Equilibrium Modeling: In Honor of Herbert Scarf, eds. T.J. Kehoe, T.N. Srinivasan and J. Whalley, Cambridge University Press.